# Bea Porqueres

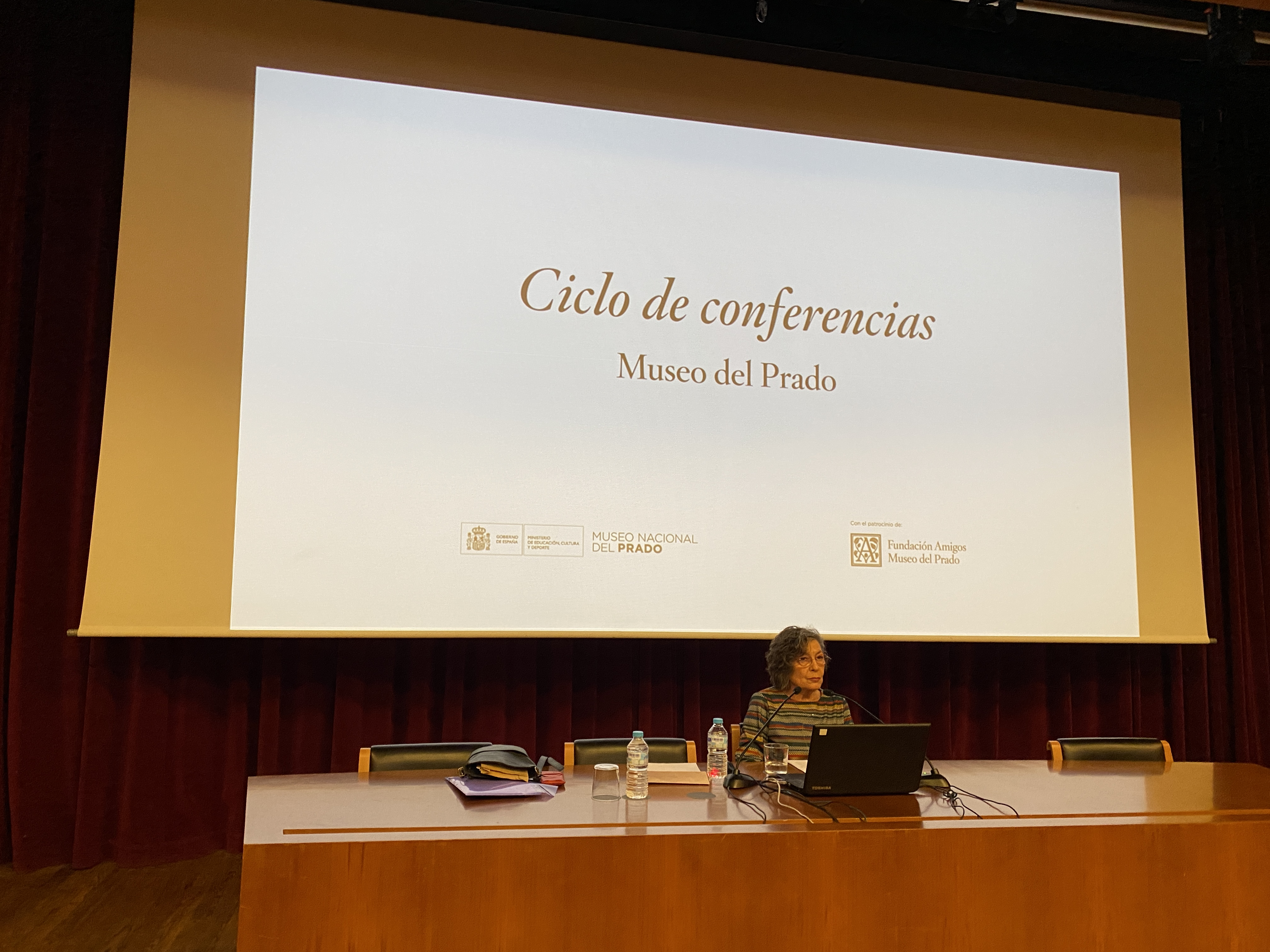
Bea_Porqueres_impartiendo_conferencia_en_el_Museo_del_Prado.jpg

Bea Porqueres Giménez, (Lérida, 1953) es una feminista española, historiadora del arte, investigadora, profesora y escritora. En el año 2012, recibió el Premio MAV, Mujeres en las Artes Visuales, por su labor como teórica e investigadora.

## Trayectoria
Licenciada en Filosofía y Letras y Máster en Estudios de Mujeres por la Universidad de Barcelona. Desde 1975 se dedica a la docencia, trabajo que combina con el activismo, la investigación y la divulgación de la historia de las mujeres y el arte femenino. Especialista en la pintora del siglo XVI Sofonisba Anguissola, ha publicado una monografía sobre esta pintora y ha impartido una conferencia en el Museo del Prado sobre la artista en diciembre de 2019
Uno de sus objetivos en su obra es el de incorporar mujeres en la historia del arte para construir una verdadera historia universal.

## Publicaciones
Ha publicado varias obras sobre historia crítica del arte desde una perspectiva feminista, entre las que cabe subrayar.
- Reconstruir una tradición. Las artistas en el mundo occidental (Ed. Horas y Horas); ISBN 9788487715334
- Diez Siglos de creatividad femenina; ISBN 8489489009[7][8][9]
- Otra Historia del arte (ICE de la Universidad Autónoma de Barcelona).[10]
- La ciudad de las damas: ciudad y ciudadanía (Ed. CCCB) .
- Las políticas de mujeres en el ámbito de la cultura (Ed. Instituto Catalán de las Mujeres).[3]
- Embarazadas. Hacer visible una experiencia femenina .[11]

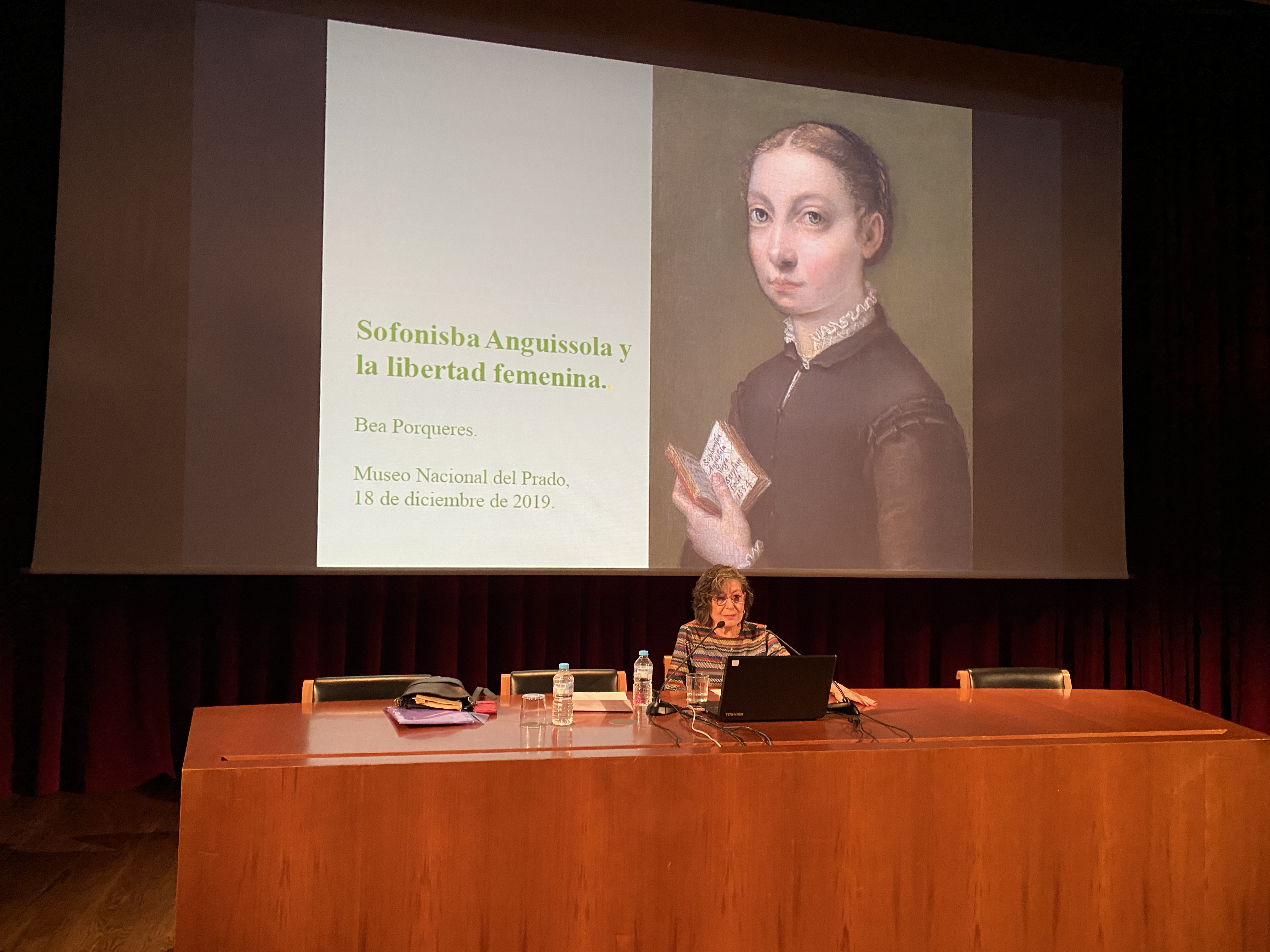
Conferencia en el Museo del Prado sobre Sofonisba